# 25326 Lawrencesun
25326 Lawrencesun (tên chỉ định: 1999 JB32) là một tiểu hành tinh vành đai chính. Nó được phát hiện bởi dự án Nghiên cứu tiểu hành tinh gần Trái Đất Lincoln ở Socorro, New Mexico, ngày 10 tháng 5 năm 1999. Nó được đặt theo tên Lawrence Sun, an American student và finalist in the 2008 Society for Science & the Public middle school science competition.